# Quận La Salle, Texas
Quận La Salle (tiếng Anh: La Salle County) là một quận trong tiểu bang Texas, Hoa Kỳ. Quận lỵ đóng ở thành phố Cotulla, Texas 6. Theo kết quả điều tra dân số năm 2010 của Cục điều tra dân số Hoa Kỳ, quận có dân số 6886 người 2.